# Israel en los Juegos Paralímpicos de Tokio 1964
Israel estuvo representado en los Juegos Paralímpicos de Tokio 1964 por un total de 19 deportistas, 16 hombres y tres mujeres.

## Medallistas
El equipo paralímpico israelí obtuvo las siguientes medallas:
| Nombre | Deporte                       | Evento                                    |
| --- | ----------------------------- | ----------------------------------------- |
| Oro |                               |                                           |
| Batia Mishani | Atletismo                     | Jabalina D femenino                       |
| Zipora Rubin-Rosenbaum | Atletismo                     | Peso D femenino                           |
| Shalom Dlugatch | Halterofilia                  | Peso pesado masculino                     |
| Batia Mishani | Natación                      | 50 m libre prono cauda equina femenino    |
| Jacob Ben-Arie | Natación                      | 25 m braza clase júnior masculino         |
| Baruch Hagai | Natación                      | 50 m braza clase especial masculino       |
| Baruch Hagai | Tenis de mesa                 | Individual C masculino                    |
| Plata |                               |                                           |
| Zipora Rubin-Rosenbaum | Natación                      | 50 m libre prono cauda equina femenino    |
| Avraham Keftelovitch | Natación                      | 50 m braza clase especial masculino       |
| Batia Mishani | Tenis de mesa                 | Individual C femenino                     |
| Bronce |                               |                                           |
| Zipora Rubin-Rosenbaum | Atletismo                     | Disco D femenino                          |
| Zipora Rubin-Rosenbaum | Atletismo                     | Jabalina D femenino                       |
| Batia Mishani | Atletismo                     | Peso D femenino                           |
| Michael Ben-Naftali Shmuel Ben-Zakai Zvi Ben-Zvi Reuven Hevron Simcha Lustig Menachem Morba Avraham Mushraki Joseph Sharav Yoel Zinger | Baloncesto en silla de ruedas | Torneo clase A masculino                  |
| Jacob Ben-Arie Shalom Dlugatch Israel Even-Sahav Izechak Galitzki Israel Globus Baruch Hagai Avraham Keftelovitch                      | Baloncesto en silla de ruedas | Torneo clase B masculino                  |
| Avraham Keftelovitch | Natación                      | 50 m libre prono clase especial masculino |
| Jacob Ben-Arie Baruch Hagai Avraham Keftelovitch                                                                                       | Natación                      | Estilos clase abierta mixto               |
| Michal Escapa | Tenis de mesa                 | Individual B femenino                     |
| Batia Mishani Zipora Rubin-Rosenbaum                                                                                                   | Tenis de mesa                 | Dobles C femenino                         |
| Joseph Sharav | Tenis de mesa                 | Individual A2 masculino                   |
| Izechak Galitzki Baruch Hagai | Tenis de mesa                 | Dobles C masculino                        |